# Magyar polip
A Magyar polip – A posztkommunista maffiaállam című, 2013-ban megjelent könyv a második Orbán-kormány tevékenységének a baloldali liberális értelmiségi ellenzék számos képviselője által megfogalmazott éles kritikáját tartalmazza. Kiindulópontja Magyar Bálint szociológus, a Szabad Demokraták Szövetsége egyik alapítója és egykori elnöke még 2001-ben megfogalmazott gondolata. Eszerint a Fidesz által akkor létrehozni szándékozott, és 2010 óta, a kétharmados többség birtokában egyre inkább meg is valósuló magyarországi hatalmi rendszer nem valamiféle „eltévelyedés”, hanem önálló, a nyugat-európai plurális demokráciától tudatosan eltérő társadalmi modell. Ennek lényege, hogy a Fidesz, de leginkább személyesen Orbán Viktor által vezetett politikai csoportosulás a politikai hatalom megszerzését a gazdasági hatalom meghódítására is felhasználja, és politikai eszközökkel egy új, hozzá hű polgári osztály mesterséges kialakítására, „feltőkésítésére” törekszik.
Ez a modell eltér attól a jelenségtől is, amikor az alvilági csoportok gazdasági erejük birtokában mintegy foglyul ejtik az államot és megszerzik a politikai hatalmat is, ugyanis nem egy „hagyományos” maffia szerzi meg a hatalmat, hanem a „szervezett felvilág”. Ugyancsak különbözik a haveri kapitalizmustól,(en) ahol a többé-kevésbé egyforma erős gazdasági és politikai érdekcsoportok fonódnak össze a piacgazdaság manipulálása érdekében. Magyarországon egy régi személyes kapcsolatokra épülő csoport először a törvényhozó hatalmat szerezte meg, és ennek révén alapozza meg gazdasági erejét. Másrészt eltér ez az építkezés attól a fejleménytől is, amikor egy-egy országban a legerősebb gazdasági befolyással bíró oligarchák szerzik meg a politikai hatalmat. Ugyanis Magyarországon a rendszerváltás óta spontán módon megerősödött oligarchák a mai hatalom versenytársaiként manifesztálódnak, és amennyiben nem hajlandók a teljes behódolásra, akkor a kormányzat ellenfelekként kezeli őket.
A szerzők szerint ennek a társadalmi modellnek a párhuzama a posztszovjet térségben található meg, azzal a különbséggel, hogy ott a Szovjetunió felbomlásától egyenes út vezetett a politikai hatalmat gazdasági erővé konvertáló csoportosulások rendszerré szerveződéséhez. Magyarországon viszont a rendszerváltás után, a ma a Fidesz által „két zűrzavaros évtizednek” nevezett időszakban komoly esély volt arra, hogy az ország a környező volt szocialista országokhoz hasonlóan (Csehország, Szlovénia, Szlovákia, Lengyelország) a nyugat-európai plurális demokráciákhoz közel álló politikai rendszert alakítson ki, de a mai helyzet (2013) szerint ez a törekvés kudarcot vallott.
A könyvnek ezt a Magyar Bálint által a bevezető tanulmányban kifejtett alapgondolatát az azzal fő vonásaiban egyetértő népes szerzőgárda alkalmazza a társadalmi-gazdasági élet különböző területeire a 430 oldalas könyv további fejezeteiben. Az első részben Szelényi Iván, Ara-Kovács Attila, Pétervári Zsolt és Csepeli György államelméleti és történeti oldalról közelíti meg a témát. A második részben Fleck Zoltán, Krémer Ferenc, Bárándy Péter, Bihari István és Lattmann Tamás a mai jogrendszer visszásságait elemzik. A harmadik rész a gazdaságról és a szociálpolitikáról szól Laki Mihály, Soós Károly Attila, Csillag István, Becker András, Várhegyi Éva, Major Iván, Juhász Pál, Krémer Balázs tanulmányaival. A befejező, negyedik rész az egyházpolitikáról, a kultúráról és a Fidesz által alkalmazott politikai szimbólumokról tartalmazza Gábor György, Bozóki András, Vásárhelyi Mária és Kozák Márton írásait.
A könyv jelentős visszhangot váltott ki. 12 000 példányban kelt el, ami ebben a műfajban kiemelkedőnek számít. Folytatásaként 2014 őszén megjelent a Magyar polip 2., majd 2015 őszén a Magyar polip 3. az eredeti és további szerzők újabb tanulmányainak sorozatával.

## Magyar Bálint bevezető tanulmánya
Magyar Bálint a kötettel azonos című, 80 oldalas bevezető tanulmányában részletesen kifejti a könyv alapgondolatát, azt, hogy a harmadik magyar köztársaság 2010-es összeomlása után egy új típusú társadalmi rendszer van kialakulóban Magyarországon, amit posztkommunista maffiaállamnak nevezett el. Posztkommunista azért, mert a kommunista diktatúra bomlásának talaján jöhetett csak létre, maffiaállam azért, mert az uralmi elit alapvetően családi, illetve a közös üzlet által megpecsételt fogadott családi rendszerben szerveződik.
A továbbiakban a szerző a fordulat előzményeit, okait, fő jellemzőit tekinti át részletesen.
A 2010-es fordulat előzményeinek és okainak áttekintése során többek között elemzi a magyar társadalom értékszerkezetét, és megállapítja, hogy egy húsz évet átfogó kutatás szerint a magyar társadalom értékítéletei alapján a keleti ortodox kultúrájú országokhoz, mindenekelőtt Bulgáriához és Moldovához, valamint Oroszországhoz és Ukrajnához jóval közelebb áll, mint a Lajtán túli szomszédokhoz. A demokratikus szabadságjogok iránti érdeklődés messze elmarad még szlovák vagy szlovén szomszédainktól is. Az SZDSZ 1991-es harmincezres tagságának is mindössze csak 5%-a képviselt következetesen liberálisnak tekinthető értékrendet. Idézi Kis Jánost, aki szerint a rendszerváltást követő húsz évet az egyaránt anakronisztikus jobb- és baloldal viaskodása töltötte ki, a Horthyt, Wass Albertet dicsőítő jobboldal láttán a baloldal, a gulyáskommunizmus iránt nosztalgiákat tápláló baloldal láttán a jobboldal tekinti igazoltnak saját téveszméit.
A rendszerváltás utáni privatizáció – mint a történelem során minden eredeti tőkefelhalmozás – szükségszerűen igazságtalan volt, és elkerülhetetlen módon széles körű elégedetlenséget váltott ki. A szocializmus utáni végletesen tőkehiányos gazdasági helyzetben tömegesen csak kétfajta új tulajdonosi réteg jelenhetett meg: a külföldi befektetők – a „multik” – és a vállalatok korábbi menedzsmentje – a „komcsik”. A Fidesz ifjú politikusai ebből kimaradván az általános elégedetlenségre építve magukhoz tudták ragadni a hatalmat, és a politikai hatalom megszerzése révén indították meg a gazdasági hatalom bekebelezését. A Fidesz és a jobboldal kisajátította ehhez a magyarság, a nemzet fogalmát is.
A szociálliberális koalíció bukásához hozzájárultak természetesen saját hibái is, például a korábban, még a rendszerváltás előtt is – legalábbis személyileg, ha rendszerszerűen nem is – viszonylag jól teljesítő szakapparátus fokozatos leépítése, a közigazgatási államtitkári rendszer megszüntetése, vagy a rendőrség irányításának áthelyezése az Igazságügyi Minisztériumba.
Az ellenzék 2006-ban megindított totális támadása nyomán az állam garanciális intézményei, így a köztársasági elnök, az alkotmánybíróság is meginogtak, csatlakozva a Fidesz által már korábban meghódított ügyészséghez, így gyakorlatilag kettős hatalom jött létre. A tandíjról és a vizitdíjról szóló népszavazás lehetővé tétele megadta a kegyelemdöfést a harmadik köztársaságnak.
A hatalomátvételhez szükség volt azonban a jól szervezett ellenzéki pártra, „politikai csúcsragadozóra”, a Fideszre is. A liberális, alternatív ifjúsági mozgalomból gyorsan egy centralizált párt jött létre. A 2002-es választási vereség után – némi hezitálást követően – Orbán Viktor tovább erősítette vezető szerepét. A korábbi kollektív vezetés maradványai eltűntek, a „Csapat” belső köreiből „száműzetésbe” került Szájer József, Deutsch Tamás, Áder János, Pokorni Zoltán, Stumpf István. Maradt a Keresztapa és jöttek az újak, a „papagájkommandó” ambiciózus tagjai.
A közhatalmi intézmények meghódítása után azok megszűntek döntéshozatali testületek lenni. Az új vezetés belső köreinek döntései saját politikai, hatalmi és vagyonosodási céljaikat szolgálják, a szakpolitikák ennek eszközeivé válnak. A parlament az önkényes döntések formába öntésére szolgál csupán. Sorozatban készülnek a személyre szabott törvények, mint a lex Szász, lex Borkai, lex Polt, lex Szapáry, lex Járai, lex CBA és mások.
A Fidesz a megszerzett hatalmat minden eszközzel igyekszik bebetonozni. A demokráciákban szokásos parlamenti egyeztetés teljes elhagyásával bevezették az egyfordulós választási rendszert és a 200 fős parlamentet, mely utóbbit addig, ellenzékben, megakadályoztak. A választási földrajz kreatív alkalmazásával olyan körzetbeosztást készítettek, amelynek alapján a Fidesz 1998 óta minden választást megnyert volna. Szavazati jogot adnak a határon túl élő, a magyarországi viszonyokat kevésbé ismerő kettős állampolgár magyaroknak, de akadályozzák a többnyire rendszerkritikus, külföldön munkát vállaló fiatalok szavazását. A kampánycsend eltörlésével és a forrásokban bővelkedő, Kubatov-listákkal felszerelt aktivista-hálózat révén lehetségessé és „törvényessé” válik majd híveik tömeges mozgósítása, az urnákhoz szállítása. A választási eljárást felügyelő szervekben minden szinten döntő többségben vannak a Fidesz képviselői.

## 1. rész. A maffiaállam rendszerszerűsége és történeti egyedisége

### Szelényi Iván:Kapitalizmusok a kommunizmus után
Szelényi Iván elemzése szerint a rendszerváltás után a posztkommunista kapitalizmusok három különböző modellje alakult ki: az egyik Közép-Európában, a másik a posztszovjet államokban, a harmadik pedig Kínában és Vietnamban.
A rendszerváltás után minden volt kommunista országban megindult az eredeti tőkefelhalmozás – enélkül a kapitalizmus elképzelhetetlen. Ez a történelemben mindenhol durva folyamat volt. Szelényi kiemeli, hogy Karl Marx A tőke 26. fejezetében utolérhetetlen pontossággal írja le a korabeli folyamatot, és megdöbbentő, hogy az mennyire hasonlít a mostani fejleményekhez.
Magyarországon, csakúgy, mint a többi közép-európai volt szocialista országban, a rendszerváltás után általános volt az a neoliberális meggyőződés, hogy minél kisebb az állam szerepe a gazdaságban, annál jobb. (Az USA-ban ezt az – erősen jobboldali – irányzatot neokonzervativizmusnak nevezik.) Az itteni privatizációban a gazdasági erő gyorsan meghatározóvá vált, és az új tulajdonosoknak a piaci versenyben kellett megméretni magukat. Az eredeti tőkefelhalmozás nálunk is a „szürke zónában” zajlott, a tulajdonszerzést szabályozó törvények szándékosan homályosak voltak, hogy lehetővé tegyék a köztulajdon gyors konvertálását magánvagyonokká. E folyamat eredményeit a szerző szerint ma már jobb elfogadni, mint bolygatni.
Keleten, főleg Oroszországban ezzel szemben a korábbi politikai elit egy részének sikerült átmentenie hatalmát és az a helyzet alakult ki, hogy ők „nevezték ki” az új oligarchia tagjait. Putyin hatalomra jutásakor azonban nem fogadta el a korábban kialakult rendszert, és a Jelcin alatt tulajdonhoz jutott személyiségeket egyfajta lojalitástesztnek vetette alá. Aki ezen megbukott, az emigrációba kényszerült, vagy börtönbe került. Így szerezte meg, vagy vissza, Putyin a politikai hatalom ellenőrzését a gazdasági oligarchia felett.
Magyarország 2010-re már túljutott a privatizáció, az eredeti tőkefelhalmozás lezárásán, további privatizálható vagyon nem maradt. A Fidesz második hatalomra jutása után arra „kényszerült”, hogy – némiképp Putyinhoz hasonlóan – újraossza a lapokat és a tulajdonokat. Legalábbis egyelőre azonban nem nyúlt a nagytőkéhez, hanem kisebb méretekben folytatja ezt a gyakorlatot, a legtipikusabb példa erre a trafikpiac újrafelosztása. Az Orbán-rendszer saját milliárdosait nem más vagyonok elkobzása, hanem állami megrendelések és uniós pályázatok révén hozza helyzetbe.

### Ara-Kovács Attila:Előképek és rémképek
Ara-Kovács Attila tanulmányában Orbán Viktor politikai irányvonalát Silvio Berlusconiéval, a Kaczyński-fivérekével és Putyinéval hasonlítja össze.
Megállapítja, hogy bár karakterük sok szempontból teljesen eltér egymástól, politikai irányvonalukat illetően sok a hasonlóság a többszörös olasz miniszterelnök és a Fidesz irányítója között. Mindketten nemzeti jelszavakkal (Forza Italia, illetve Hajrá, Magyarország mint politikai jelszó) és mozgalmi módszerekkel igyekeztek azonosítani országukban a nemzet és a jobboldal fogalmait.
Hasonlóképpen Lengyelországban a Kaczyński-fivérek olyan politikai mozgalmat akartak létrehozni, ami elkerülhetővé teszi számukra a politikai váltógazdálkodás kényszerét és hosszabb távra biztosíthatja számukra a hatalmat. Pártjuk, a Jog és Igazságosság olyan ideológiát követ, amely sok elemében hasonlít Orbán Viktor politikai gyakorlatára. Ilyenek a két világháború közötti tekintélyuralmi rendszer dicsőítése, az euroszkepticizmus és EU-ellenesség, kétféle ellenségkép: a liberális Európa, valamint a lengyel-ellenes szomszédok elleni harc; az állam és az egyház szétválasztásának elutasítása, egyházi-morális ellenőrzés a társadalom felett, konzervatív családmodell. E párt lengyel hívei követendő példaként tekintenek Orbán Viktorra.
Putyin több alkalommal nyilatkozott arról, hogy a nyugati típusú demokrácia nem biztos, hogy alkalmas társadalmi rendszer minden országra, különösen Oroszországra. Orbán Viktor hasonlóképpen beszélt 2012 nyarán, amikor kijelentette: „reméljük, a demokrácia helyett más típusú politikai rendszereket, amelyeket a gazdasági túlélés érdekében aztán be kelljen vezetni... Az összefogás nem szándék, hanem erő kérdése. Lehet, hogy vannak olyan országok, ahol ez nem így működik, például a skandinávoknál, de egy olyan félázsiai népség, mint mi, akkor tud összefogni, ha erő van.” Ez a kép egybevág azzal, ami 2000 óta alakul a Putyin vezette oroszországi politikai elit gondolatvilágában.
Orbán az orosz vezetéssel meglévő az eszmei rokonságot megpróbálta gazdasági előnyökre is váltani, de Putyin eddig nagyrészt elhárította a kezdeményezéseit. Egyelőre inkább Lengyelországra és Romániára koncentrál geostratégiai okokból. A Kreml akkor méltányolná a Fidesz közeledését, ha ezzel jelentősebb károkat tudna okozni az EU-nak vagy a NATO-nak. Egyelőre azonban még nem így áll a helyzet – írja tanulmányában Ara-Kovács Attila.

### Pétervári Zsolt:A korlátlan hatalom hálózatában
Pétervári Zsolt tanulmányában leszögezi, hogy a kialakult magyarországi rendszer magán viseli mint a nyugati vezérelvű demokráciák, mind a kelet-európai posztkommunista „demokratúrák”, mind pedig az Európán kívüli fél-periférikus modernizációs rendszerek egyes formális vonásait. A vezető politikai csoport posztmodern klán-jellegű, az erőforrások gyors elsajátítására törekszik, belső szerkezetét ínformalitásba rejti, és a részben kényszerrel kicsikart lojalitások bonyolult szövedékére építkezik. A vezető klán részben a hazai „rendszerpárti” hagyományokra, azaz a legnagyobb párt általános vezető szerepét elfogadó tradíciókra alapuló társadalmi passzivitást aknázza ki a maga céljaira, azonban a korábbi rezsimeknél merészebben terjeszkedik a saját egyéni és csoportos haszonszerzése érdekében. Belső csoportidentitása a bűnszervezetek mintáira emlékeztet. A szerző kiemeli: a Fidesz olyan háttérhatalmi konglomerátumot épített ki, amelyet tartósan működtetni tud(na) bármilyen kormányzati konstelláció, egy esetleges választási vereség után is.
A jelenlegi helyzet gyökereit Pétervári szerint nem 2010-ben, hanem 2006-ban kell keresni. A rendszerváltás utáni első másfél évtized kvázi kétpárti rendszerét, amelyben a pártkasszák feltöltésére használták a nagy állami beruházások túlárazását, a Fidesz a második választási veresége után – az őszödi beszédet kihasználva – láthatóan felmondta és frontális támadást indított. A 2006-os őszi önkormányzati választásokon ennek nyomán már elsöprő győzelmet aratott, és megkezdte a hatalomátvételt. Tudatosan eladósították a most annyira bírált devizahitelekkel az önkormányzatokat azzal, hogy amint a kormányt is átveszik, ezeket az adósságokat majd elengedik. Ebből a pénzből rohamléptekkel indult meg a Fidesz, mint „rendszerpárt” klientúrájának kiépítése országszerte.
Mindennek eredményeképpen az uralkodó klán új rezsimet alakított ki. Korábban a közösségi forrásokat a pártpénztárnokok csapolták meg titokban, ezután viszont az egyszemélyi vezető, valamint közvetlen környezete gyakorlatilag a sajátjaként bánhat a közforrásokkal, mégpedig törvényileg alátámasztva.
A politológus szerző tanulmánya végén előrejelzést is megkockáztat: 2014-ben ismét hatalomra jut a „nemzeti oldal”, de a 2014-2018 közötti időszakban kimeríti tartalékait. A nemzetközi elszigetelődés, a növekedési tartalékok felélése, a még a szociálliberális koalíciótól örökölt nagyipari beruházási trend lezárulta után, a mesterséges rezsicsökkentéssel leszorított infláció lökésszerű emelkedése a rezsim erózióját vetíti előre. Ezt követően várható, hogy 2018-ban Orbán Viktor a már ma is csak formálisan létező Fideszből egy államelnöki pártot hoz létre és félelnöki rendszert vezet be.
Pétervári konklúzióként megállapítja, hogy a Fidesz-klán az Aranybulla, a Magna Chartával egyidős közjogi hagyományok hazájában korlátok nélküli hatalomgyakorlási modellt alakított ki. A gazdasági erőforrások megszerzését célzó ezen klánszerű bűnszervezeti modell ellentétes a jogállammal, a szabad vállalkozással, a pluralizmussal.

### Csepeli György:A maffiaállam használt ruhája
Csepeli György írásában a Fidesz politikáját Carl Schmitt (1888-1985) politikai teológiájával rokonítja. A német filozófus szerint az állam nem lehet jogi normák rabja, mert az állam élén álló személy, a szuverén dönthet arról, mi a jogos, mi nem. Ő teremti meg a rendet a káosszal szemben. Ez a felfogás ellentétes a mai demokratikus politikai rendszerek működésének elveivel, mivel azokban a vezető nem „szuverén”, döntéseit korlátozza a hatalmi ágak megosztása, a fékek és ellensúlyok rendszere, a nyilvánosság, a civil társadalom és az egyes társadalmi alrendszerek autonómiája.
Orbán Viktor a parlamenti szavazógép létrehozásával a szuverén pozíciójába került. Döntései azonban kontroll hiányában egyre kevésbé számolnak a valósággal. A káosz nem csökken, hanem nő.
Csepeli felidézi, hogy Mark Granovetter amerikai szociológus sokat idézett tanulmányában kimutatja, hogy a modern társadalom a gyenge kötődések sűrű hálójára épül. Ezen látszólag gyenge szálak sokasága képes a társadalmat a folyamatos kiigazítás és alkalmazkodás révén a fejlődés pályáján tartani. Az erős kötések révén egyben tartott társadalom szilárdsága azonban csak látszólagos, mert a „keresztapa” kiesésével többnyire vele pusztul az egész rendszer.
A szerző szerint az is a maffiaállam sajátossága, hogy nincs saját ideológiája, csak szükség szerint használ ilyen paneleket. A korábbi, ideológiákra (is) támaszkodó tekintélyuralmi rendszerek erőszakkal jutottak hatalomra. A maffiaállam beéri pénzzel, földdel, vállalkozással, nem vérezi be magát, és ez új jelenség.
A „nemzeti” jelző állandó alkalmazása csak látszólag ideológiai jelenség, valójában nem erről van szó. Ez nem a „család” tagjainak, a karokba és rendekbe terelt, megvásárolt lojalitású híveknek szól, hanem azoknak, akik kívül maradtak, akiknek anyagilag már nem maradt mit nyújtani, de mégis hisznek vagy hinni akarnak a hatalomnak.

## 2. rész. A jogállam a polip szorításában

### Fleck Zoltán:A maffiaállam joga
A szerző, Fleck Zoltán megállapítja, hogy 2010 után a jogállam kiiktatásának folyamata az Alkotmánybíróság hatáskörének radikális megnyirbálásával, majd addig együttműködő rendszeren alapuló alkotmánybíró-választási rendszer átalakításával, kizárólag a Fideszhez kötődő új bírák megválasztásával folytatódott. Világossá vált, hogy ez a hatalomgyakorlási szándék nem tűri az alkotmányos korlátokat, hogy az egy személyre épülő rezsim nem fogad el maga körül akadályokat. Ebbe a sorba igazodik az igazságszolgáltató rendszer szervezeti átalakítása is. A kormányzat fokozatosan mindenre felhatalmazást szerzett, anélkül, hogy valamiféle kivételes állapot ezt szükségessé tenné. A vezető párt a maga képére formálta az államgépezetet.
A jogalkotás terén a Fidesz uralta törvényhozás hiperaktív tevékenységbe kezdett. Kiterjesztette a szabályozás területeit, mindenről normát, törvényt alkotott, sőt rengeteg szokatlan elemet az alkotmányba is beiktatott. A jogtudomány ezt a gyakorlatot instrumentalizmusnak nevezi, ami a jogi szabályozást korlátlan társadalmi szabályozóeszköznek tekinti, nem veszi figyelembe annak szakmai, morális és alkotmányos korlátait. A törvényhozásban cinikus módon a legösszetettebb törvényeket is képviselői indítványként terjesztették be, hogy az ellenzéket ne csak a döntésekből zárják ki teljes mértékben, hanem elvegyék tőlük az alapos megvitatás lehetőségét is. Ugyancsak ezt eredményezi az utolsó pillanatban beadott lényegi módosító javaslatok gyakorlata. A Fidesz ezzel is hasonlatossá válik a maffiákhoz, amelyek nem hajlandók elfogadni más normákat, mint amiket ők alkottak meg.
Jellemző a nem írott normák semmibevétele. A legfelső szinten ez az úgynevezett „láthatatlan alkotmány” tagadását jelenti. Nyílt megjelenési formája volt az Alkotmánybíróság korábbi gyakorlatát „hatálytalanítani” célzó jogi nonszensz. A Fidesz és legfelső vezetője – jogi képzettsége ellenére – nem bízik a (nem által kezdeményezett) jogi normákban, intézményekben, hanem csak személyekben, akiket maga választott ki.
A jogrendszer ilyen használatának óriási gazdasági jelentősége is van, az az állami elit familiáris kapcsolatrendszerének piactorzító eszközévé válik.
A maffiaállam jogának általános jellemzőit vizsgálva a szerző rámutat arra, hogy bár a mai hatalom szívesen hivatkozik arra, hogy egy-egy, az ellenzék által vitatott jogi megoldás más demokratikus államokban is létezik, az általuk követett általános elvek leleplezőek.
A legfontosabb a politikai-ideológia háttérnorma érvényesülése. Tagadják a jog autonómiáját, a kodifikált jog csak akkor érvényesül, ha összeegyeztethető a hatalom aktuális érdekeivel, ellenkező esetben gyorsan megváltoztatják – érdekeik megváltozásával, jobb felismerésével akár rövid időn belül többször is. A jogot a társadalom átépítésére használható eszköznek tekintik. Erős a hajlam a normák homályban tartására, előszeretettel tartják az érintetteket bizonytalanságban jogi helyzetüket illetően. A jog és a szakszerűség a közigazgatásban is háttérbe szorul, a szinte teljes elitcsere után „mindent visz” a személyes alárendelődés és a politikai hűség. Erősen represszív, elnyomó büntetőjogot alkalmaznak, különösen a társadalom „alsóbb”, szegényebb csoportjaival szemben, demagóg módon ezzel elégítik ki a középrétegek tömegeinek igényét a „rendcsinálásra”.

### Krémer Ferenc:A rendőrség Orbán Viktor maffiaállamában
Krémer Ferenc az első Orbán-kormány idejére visszatekintve megállapítja, hogy akkoriban a Fidesz még elegendőnek tartotta az ügyészség feletti ellenőrzés megszerzését, ami aztán segítette is őket a Kaya Ibrahim és Josip Tot ügyek eltussolásában. 2010-ben azonban, a kétharmados többség birtokában, nagy lendülettel vetették bele magukat az egész rendvédelmi szféra meghódításába. Minden egyeztetés, vita nélkül elfogadták az új rendőrségi törvényt, a tízezres tüntetések ellenére átalakították a rendészeti dolgozók nyugdíjrendszerét, és a 2006-os őszi eseményekkel kapcsolatban elfogadták – Balsai István, jelenleg már alkotmánybíró, akkori képviselő „önálló indítványára” – a semmisségi törvényt, ami minden rendőr tisztességét kétségbe vonta. Ugyanis minden olyan, a 2006 őszi eseményekkel kapcsolatos büntető ügyben, ahol a vád kizárólag a rendőrök vallomására alapult, ejtették a vádat. Felállították a rendőrszakszervezetet jelentéktelenné tévő korporativista Magyar Rendvédelmi Kart, és személyesen Orbán Viktor avatta fel az új Nemzeti Közszolgálati Egyetemet, ami a honvédség, rendőrség és az önkormányzatok szakember-utánpótlásának közös nevelő bázisa lett.
A Fidesz egyes jelek szerint már 2004-ben létrehozta saját árnyék-titkosszolgálatát a hozzájuk közel álló szakemberekből az UD Zrt., egy vagyon- és személyvédelmi cég formájában, ami aztán megfigyelte politikai ellenfeleit és lejárató akciókat szervezett ellenük. Még az előző kormány idejében sikerült elérniük egyre növekvő befolyásuk révén, hogy miután kiderült: ez a cég lehallgatta Dávid Ibolyát, végül a lehallgatottaknak kellett bíróság elé állniuk, nem pedig az elkövetőknek. A kétharmados győzelem után az UD Zrt. vezetőiből a hivatalos titkosszolgálatok, állami szervek vezetői lettek: Horváth József, az UD Zrt volt vezetője a katonai titkosszolgálat helyettes vezetője, Bakondi György, a cég volt ügyvédje pedig a katasztrófavédelem főigazgatója lett. Még a 2002-es választási vereség után hozták létre volt rendőrökből Orbán Viktor magántestőrségét Hajdú János vezetésével; ez lett aztán 2010 után a Terrorelhárítási Központ magja. Az itt dolgozók átlagban a rendőrök fizetésének két és félszeresét kapják.
A szerző szerint Orbán Viktor politikája ezen a téren arra irányul, hogy a rendvédelem munkatársait megfossza önbecsülésüktől, tudtukra adja, hogy minden tekintetben függő helyzetben vannak a hatalomtól. A félelemkeltés érdekében hozták létre, erősítették meg a rendvédelmi dolgozókat ellenőrző Nemzeti Védelmi Szolgálat nevű belső titkosszolgálatot, ami jogot kapott a rendőrök provokálására, minden indok nélküli megfigyelésükre. A Nemzeti Közszolgálati Egyetem egyik fő törekvése pedig a feltétlen tekintélytiszteletre nevelés.

### Bárándy Péter, Bihari István:(Tag)állami szervezett bűn
Bárándy Péter és Bihari István közös tanulmányukban a szervezett bűnözéssel kapcsolatos magyarországi és EU-s jogfejlődést elemzi. Konklúzióként megjegyzik, hogy nyitott kérdés: a jogfejlődés elvezet-e odáig, hogy szankcionálni lehessen politikai csoportosulások szervezett bűnözői formában folytatott működését, a közhatalmi intézmények általuk végrehajtott átvételét.

### Lattmann Tamás:Európa tehetetlensége a posztkommunista államokkal szemben
Lattmann Tamás tanulmányában az európai integráció történetéből és sajátosságaiból kiindulva levezeti, hogy minden ellenkező állítással szemben az Európai Unió nem föderális állam, a tagállamok szuverenitása továbbra is megkerülhetetlen. Bemutatja az EU-tól független, de azzal gyakran összekevert Európa Tanács (ET) szerepét is, különös tekintettel az általa létrehozott Emberi Jogok Európai Bíróságára, népszerű nevén a strasbourgi bíróságra. Az ET hozta létre az alkotmányozási, jogállami kérdésekben illetékes szakértői tanácsadó testületet, a Velencei Bizottságot is.
A közép- és kelet-európai államok európai integrációja során nagy várakozások voltak, amelyek teljes mértékben nem teljesülhettek, így gyakori volt a csalódás. Az elvárások nagyrészt a nyugati életszínvonalra koncentrálódtak, de ehhez nem csatlakozott az igény a nyugatias politikai kultúrára is. A kommunista örökség nyomán nagy hiányosságok maradtak az intézményi és politikai kultúrában. Ezekben az országokban gyakorivá vált az állam foglyul ejtése, amelynek során egyes új, nagy hatalmú gazdasági szereplők képessé váltak az állam működésének rendszeres befolyásolására. Ennél is nagyobb veszélyt jelent az úgynevezett maffiaállam kialakulása, amikor egy politikai csoport először a politikai hatalmat ragadja meg, aztán ebből kiindulva dominanciát szerez a gazdasági életben is. Így az adott ország egész gazdasága – az egészséges, önálló piacgazdasági fejlődés helyett – ennek a politikai csoportosulásnak az érdekeit, az ő személyes anyagi hasznukat szolgálja. Lehetőséget teremtenek maguknak arra is, hogy az uniós forrásból származó pénzeket a rendszer közvetlenül használja fel a maga táplálására.
Az Európai Unió lehetőségei ezzel szemben erősen korlátozottak. A politikai nyomás vagy a pénzcsapok elzárása gyorsan kontraproduktívnak bizonyulhat, hiszen a rendszer ügyes politikai kommunikációval azt a maga hasznára fordíthatja, és a függetlenségi harc kommunikálásával még erősítheti is hazai politikai bázisát. Az adott tagállam kitaszítása az Unióból szintén a kívánttal ellentétes hatást válthatna ki, hiszen a probléma megmaradna Európa közepén, a befolyásolási eszközök pedig csökkennének. Az egyes döntéshozatali folyamatokból való kizárásának elméleti lehetősége is nagyon súlyos fegyver, amihez egyébként teljes konszenzus kellene a tagállamok között – természetesen az érintett kivételével. Ezt szinte lehetetlen elérni, hiszen a „renitens” tagállam könnyen találhat egy-két olyan szövetségest, aki ilyen vagy olyan taktikai okból megvétózná ezt a szigorú szankciót.
A szerző konklúzióként megállapítja, hogy Európa lehetőségei erősen korlátozottak a magyarországi helyzet befolyásolására, fel kell ismerni, hogy az EU akkor sem biztos, hogy tud segíteni, ha akar.

## 3. rész. A maffiaállam gazdaság- és szociálpolitikája

### Laki Mihály:Az erősek gyengesége
Laki Mihály tanulmányában Magyar Bálinttól némileg eltérő nézeteknek ad hangot. Szerinte még nem dőlt el, hogy a Fidesz „unortodox” gazdaságpolitikai módszerei átmeneti jellegűek-e vagy már az új berendezkedés végleges eszközei.
A szerző rámutat arra, hogy a kormányzat saját szempontjából nézve fontos sikereket ért el gazdaságpolitikájának elfogadtatása terén. A gazdaság alkuképes, befolyásos szereplői sorra beletörődtek, igaz némi berzenkedéssel, a visszamenőleges adóztatásba, a magánnyugdíjpénzek államosításába, vagy a trafikpiac átalakításába. A 2010 előtt oly harcos, sztrájkokkal és egyéb akcióikkal a lakosság biztonságérzetét gyengítő szakszervezetek elfogadták a munkavállalókra hátrányos új Munka törvénykönyvét, már meghirdetett sztrájkok is elmaradtak. A kormányzat által szisztematikusan támadott „multik” a kormányzat számára legalábbis propaganda-sikert jelentő megállapodásokat írnak alá a miniszterelnökkel. Demján Sándor szinte könyörgő levelet írt Orbán Viktornak, felpanaszolva a takarékpénztárak állami ellenőrzés alá vonását azzal, hogy bizonyára rosszul hajtották végre az ő egyébként helyes stratégiai iránymutatását. Kétséges tehát, hogy a nagy és eddig erősnek tekintett gazdasági szereplők fel tudnak-e, fel akarnak-e lépni a kormányzatnak egyébként az ő érdekeiket is súlyosan érintő gazdaságpolitikája ellen.

### Soós Károly Attila:Sarcolás különadókkal: bevételszerzés, populizmus és az „idegenek” kiszorítása
Soós Károly Attila tanulmányában azt fejti ki részletesen, nemzetközi kitekintéssel és sok ábrával, hogy az Orbán-kormány az energiaszolgáltatók, bankok és más nagyvállalatok rovására bevezetett, a fejlett piacgazdaságokban alig alkalmazott különadókkal három fontos célt követ: az első a más oldalon folytatott osztogatás ellensúlyozása, a költségvetés egyensúlyának biztosítása; a második az ideológiai cél, a külföldi nagyvállalatok és különösen a bankok elleni hangulatkeltés. A kormány állítása szerint ezeket az adókat nem lehet áthárítani, nem "az emberek", "a családok", hanem a gazdag külföldiek fizetik meg. A harmadik cél pedig a külföldi tulajdonosok kiszorítása, beruházásaik elértéktelenítése révén a későbbi államosításuk megkönnyítése.

### Csillag István:A küldetés: vagyonosodni – Elitcsere családi alapon
Csillag István tanulmányában a kollégiumi baráti kör anyagi gyarapodását tekinti át az 1992-es cégalapítás-sorozattól kezdve Kaya Ibrahim és Josip Tot esetén át. A vagyonosodás pártfeladat volt, amint azt annak idején Áder János megfogalmazta a párt tagságának írt 1993-as levelében: „A fő cél az volt, hogy se külső, se belső források ne jelentsenek számunkra olyan függő helyzetet, amikor a pártnak csak korlátozott mértékben van módja arra, hogy saját politikát folytasson. Így tudtuk elkerülni, hogy bármilyen gazdasági vagy más érdekcsoportok zsebébe kerüljünk.” A párt azonban így politikai vállalkozássá vált a pártot uraló családok vagyoni gyarapodása érdekében.

### Becker András:Orbán Zrt.
A szerző írásában az Orbán-család vagyonosodását vizsgálja. Rámutat, hogy 2005 óta, amikor a tokaji szőlők körüli botrány nagy politikai károkat okozott Orbán Viktornak, nincs az ő vagy felesége nevén komoly gazdasági vállalkozás. Az APEH 2007-es vizsgálata, ami csak az adóbellásokat ellenőrizte, túlfizetést állapított meg, és 135 ezer forintot visszautalt a pártelnöknek. Pedig már ekkor mintegy kétszázmillió forint értékű ingatlanvagyon volt a nevükön, aminek eredetére nincs magyarázat.
Orbán Viktor azóta csak a „családtagok” révén intézi anyagi ügyeit. A hivatalos nyilatkozat szerint is Simicska Lajos, Orbán ifjúkori jóbarátja és harcostársa tulajdonában lévő Közgép árbevétele a kormányváltás után rohamosan emelkedett, és 2013-ban már 3 milliárd forintot fizetett osztalékként tulajdonosainak. A szerző szerint általános az a meggyőződés, hogy a Simicska Lajos által irányított érdekkör képviselői döntő befolyásra tettek szert az uniós fejlesztési források és a magyar közpénzekre kiírt pályázatok sorsa felett.
A szerző részletesen elemzi, részben az atlatszo.hu portálon megjelent anyagok alapján, az Orbán-család és a Kékessy-család vagyoni kapcsolatait, a felcsúti Orbán-birtok növekedését és különösen az ottani Flier-család, Mészáros család és a Tiborcz-család felemelkedését. Kiemeli, hogy Mészáros Lőrinc 2007-ben még csak egy ismeretlen gázszerelő volt, akinek vállalkozása 1,7 millió forintos forgalom mellett mínusz 3,8 millió forintos üzemi eredményt produkált, csaknem csődbe ment. 2008-ban azonban – a válság első évében – azonban már 100 millió forintos bevétele volt és a lendülete azóta csak növekszik.

### Várhegyi Éva:A maffiaállam bankjai
Várhegyi Éva tanulmányában az Orbán-rezsim bankokhoz fűződő viszonyát elemzi. Kiindulópontként visszatekint 1998-as Postabank-ügyre. Princz Gábor, aki Orbán Viktor személyes jóbarátja is volt, nehéz helyzetbe lavírozta a pénzintézményt, amit aztán a Fidesz-kormány úgy „mentett meg”, hogy a részvényesek befektetése elértéktelenedett, az állam részesedése viszont 99,7%-ra nőtt. Hasonló eljárást alkalmazott 2013-ban a Fidesz a Takarékbank esetében, azzal a különbséggel, hogy utóbbinak nem voltak gazdasági gondjai. E bank 15,5 milliárd forintos saját tőkéjének ötödét, mintegy 3 milliárd forintot mindössze 655 millió forintos tőkebefektetéssel szerzett meg az állam. A szövetkezeti hitelintézetek százezres magántulajdonosi körének tulajdon- és jogfosztását törvényhozói úton hajtották végre, a tulajdont államosították, és az összes érdemi döntés jogát az állam magához vonta, majd a bankot újra privatizációra vitte – immár az új tulajdonos kiválasztásának jogával. Ezzel megteremtette annak a lehetőségét, hogy a takarékszövetkezetek eddigi széles körű vidéki hitelezői tevékenységét teljesen saját politikai szempontjaik szerint irányítsák. A takarékszövetkezetek ügyében Demján Sándorral is szembefordult a Fidesz, majd Csányi Sándorral szemben is politikai támadást indított, hangsúlyozva ezzel is: teljes lojalitást vár.
A szerző megállapítja, hogy az Orbán-kormány bankpolitikájának alapvonása volt a magyar bankpiac külföldi szereplőinek szisztematikus kifosztása és kiszorítása a magyar bankpiacról, piacot teremtve a „fogadott család” vagyonának gyarapítására kiszemelt pénzintézeteknek.

### Major Iván:Rezsicsökkentés és különadók a hálózatos ágazatokban
Major Iván a második Fidesz-kormány fő kampányfogását elemzi. Nyilvánvaló, hogy a közvélemény üdvözli az árak csökkentését. Ha azonban tudnák, hogy hosszabb távon mi lesz ennek az ára, minden bizonnyal más lenne a helyzet. A rezsicsökkentés nem modern árszabályozás, hanem ad hoc politikai döntés, aminek nincs gazdasági alapja. A hálózatos ágazatok vállalkozásai azonban egy ideig könnyebben zsarolhatók, mint mondjuk az ipari tevékenységek, mert helyhez kötöttek, és nagy beruházásaikat nem tudják gyorsan konvertálni. Ezek a lépések, hasonlóan a különadókhoz vagy a trafikok koncesszióinak újraosztásához, a gazdasági erőszakra, megfélemlítésre épülő viselkedési formák, amelyek a maffiák módszereire emlékeztetnek.

### Juhász Pál:Történelemformáló ostobaság a magyar agrárkérdésben
Juhász Pál írásában áttekinti a magyar mezőgazdaság rendszerváltás utáni történetét, a sorozatos hibás döntéseket, amelyek nyomán ma az ország mezőgazdasági jövedelme és a mezőgazdaságból élők aránya alig éri el a nyolcvanas évek adatának 40%-át. Rámutat arra is, hogy ezt a jelenséget a jobboldal vagy a „kávéházi baloldal” hajlamos nagy előszeretettel a külföldi befolyás számlájára írni, pedig a külföldi működő tőke okos felhasználása éppen hogy lehetővé tette volna a mezőgazdaság modernizálását. A még működő szövetkezeteket politikai, ideológiai okokból felszámolták. (A rendszerváltás után a szövetkezeti tagok 90%-a a maradás mellett döntött, a létbiztonság érdekében, valamint azért, mert a felosztás révén kívülállók, városi leszármazottak tulajdonába került volna a földek java. Ezért aztán újabb és újabb törvényi akadályokat kellett állítani a szövetkezetek továbbműködésének megakadályozására.) A földeket azonban mind a rendszerváltás után közvetlenül, mind pedig manapság nem a mezőgazdaságból élők, hanem a politikai klientúra számára osztogatják.
Az Orbán-kormány agrárpolitikáját is a politikai hatalomnak a gazdasági erővé konvertálása jellemzi. Már 2002-ben, az elvesztett választás tudatában megtalálták a módját annak, hogy 12 volt állami gazdaságot 50 évre a klientúra tagjai birtokába juttassanak. A második Orbán-kormány idején ez a gyakorlat folytatódik, méghozzá úgy, hogy parlamenti eszközökkel mindehhez megteremtik a teljesen „törvényes” hátteret. Az államot továbbra sem köti a földforgalmi törvény, bármilyen földet bármilyen feltétellel bérbe adhat. Emellett újra felállították a kötelező tagságú, és nagy hatáskörrel rendelkező agrárkamarákat, amelyekben az eljárási és választási szabályok révén biztosították a kormánypárti befolyást. Az elv világos – ezentúl a Fidesz mondja meg, ki nyerhet földbérletet, kiből válhat „oligarcha”.

### Krémer Balázs:A maffiaállam társadalomképe és társadalompolitikája
Krémer Balázs tanulmányában a maffiaállam társadalomképével és társadalompolitikájával foglalkozik. Eszerint az új Fidesz-kormány azonnal megkezdte a pénzügyi rendszer radikális átalakítását. Ilyen irányú tevékenységét az ötletszerű sarcolások és az ötletszerű költekezések jellemzik, de azért kirajzolódik néhány rendszerszerű törekvés. Az állami újraelosztás folyamatosan erodálta a középrétegek jövedelmét (például a családi pótlék nominális változatlanul hagyása), drasztikusan csökkentette a szegényebb rétegek jövedelmét (minimálbér megadóztatása) félmillió ember segélyének megvonása), három hónapra csökkentette a munkanélküli-járadék időtartamát. Ezzel szemben az egykulcsos adó révén ugrásszerűen emelte a legfelső ötöd, szerényebb mértékben a felső egyharmad jövedelmét. A kormányzatnak nincsenek elvei a társadalmi egyenlőségről, törekvései az egyenlőségi eszmények rombolásáról szólnak, és ezzel kívül esik az úriemberi politika européer körein.
A szerző rámutat: egyes elemzők szerint léteznek olyan tendenciák, amelyek Orbán rendszerét az olasz fasizmus korporatív rezsimjével rokonítják. Ilyenek a kötelező tagsággal bíró szakmai szervezetek létrehozása többek között a szakszervezetek eljelentéktelenítése, és a szóban forgó szakma képviselőinek szoros ellenőrzése érdekében (Nemzeti Pedagógus Kar). Ilyen a pogány, kétesen hiteles folklorisztikus hagyományok megjelenítése a retorikában („turulban született”), a cselekvés kultusza a racionalitással szemben („unortodox” gazdaságpolitika), bizonyos nemzeti vonások kiemelése vagy kitalálása („a magyar fociokos nemzet”), a lakosság militáns harcra buzdítása („szabadságharc”).
Nem mondható el azonban, hogy az Orbán-rezsim átfogó eszmerendszerrel, ideológiával rendelkezne. Semmiféle olyan pozitív formában megfogalmazott elképzelése, víziója nincs, ami Európával szemben vonzóbb alternatívát jelenthetne Magyarországnak. A politikai retorika összefüggéstelen, ellentmondásos. Amikor a miniszterelnök a „jóléti államokkal” szembeállítja a „munkaalapú társadalmat”, megfeledkezik arról, hogy a jóléti társadalom „atyja”, William Beveridge angol közgazdász és követői egyaránt a teljes foglalkoztatottságot tartották egyik fő céljuknak. Orbán Viktor ezzel a jelszóval és a kényszerített közmunka kiterjesztésével csak a versenyszféra foglalkoztatottságának csökkenését akarja leplezni. A rezsimnek nincsenek elvei, csak a gyarapodás, a vezető „család” és a hozzá közel állók, a „fogadott családtagok”, a kliensek gyarapodása. Az informálisan döntéseket hozó familiaritás átterjed az államigazgatás és a törvényhozás mechanizmusaira, és azokat a maga érdekében használja fel.

## 4. rész. A maffiaállam szimbolikus, kulturális közege

### Gábor György:A kisajátított Isten országa. Szakrális politikai szimbólum – szimbolikus politikai szakralitás
Gábor György több mint 40 oldalas tanulmányában részletesen elemzi Orbán Viktor hatalomfilozófiájának vallási, egyházi vonatkozásait.
A szerző abból az adventi beszélgetésből indult ki, amiben Orbán Viktor a hitéről vallott Balog Zoltánnak 2005 decemberében. A szöveg bekerült Balog Zoltán 2006 decemberében megjelent interjúkötetébe is. Eszerint Orbán Viktor szívesen gondol arra, hogy második keresztneve Mihály, ami a Viktorral együtt a győztes Mihály arkangyalra emlékeztet. Úgy érzi, hogy nem csak kis „o”-vel kell országot építenie, hanem naggyal is, azaz Isten Országát, és magasabb rendű céljai vannak.
Orbán mintegy transzcendens legitimációt tulajdonít saját hatalmának. A miniszterelnök kijelenti többek között, hogy a hatalom végső korlátja az istenfélelem, ez kulcskérdés. „Az istent nem félő politikusoktól mentsen meg minket a Jóisten...” Az egyházat mércének tekinti, bírálatától óvja a jobboldalt.
Az orbáni vízió tehát nem racionális érvekkel vitatható elemzés, hanem apokaliptikus látomás. A kereszténységet is saját magával, pártjával és követőivel azonosítja, mint ahogy a nemzetet is. Akik őt gyűlölik, azok a kereszténységet, a magyarságot, a nemzetet gyűlölik.
A vallásos vonatkozások Orbán Viktor beszédstílusában is egyre jobban megjelennek. A korábbi dakota példázatokat, de a tiszta és világos beszédet általában is felváltják a képzavaroktól hemzsegő utalások, egyes hívószavak mágikus-rituális felidézése, a teológiai-biblikus beszédmód. A 2008-ban kirobbant gazdasági világválságot sem racionális, közgazdasági okokra, hanem „antropológiai gyökerekre”, az emberek gyarlóságára, bűneire vezette vissza, és megállapította, hogy ez a világhelyzet kedvező a bibliai antropológia számára.
Egészében véve Orbán Viktor tevékenységében – a világban máshol is jelentkező újevangelizációs-rekrisztianizációs törekvésekhez hasonlóan – egymásra talál a politikai és a vallási fundamentalizmus, és a politikai hatalom önmagát egy misztikus cél, télosz megvalósításának jogkörével ruházza fel.

### Bozóki András:Családi tűzfészek
Bozóki András tanulmányában arról ír, hogy a második Orbán-kormány idején a kultúrpolitikát felváltotta a szimbolikus politika. A törzsi fogalomként értelmezett nemzeti összetartozásra alapuló politikai lojalitás lett a legfontosabb. Orbán szavai szerint a korábbi liberális alkotmányt felváltotta a keresztény alaptörvény. A turul a magyarok ősképe, amelybe mindenki beleszületik – jelentette ki Ópusztaszeren. Az újraállamosítás, az erőteljes centralizáció kiterjed a kultúra területére is. Az „államérdek”, a „nemzeti érdek” fogalmai mellett a politikai családfő szerepét betöltő miniszterelnök határozza meg a nemzeti kultúra fogalmát is. Az általa gyakorolt radikális elitváltást kiterjeszti a kultúra területére is, olyan személyiségek jutnak főszerephez, mint Fekete György
A kormányzat törekvései a kultúra gyarmatosítására azonban nem igazán eredményesek. Oka ennek az is, hogy a kultúra nehezen ellenőrizhető, de az is, hogy Orbán Viktor nem tartja elég fontosnak a kultúrát politikai céljai szempontjából. Az e téren folytatott klientúraépítést inkább csak a Jobbik táborának pacifikálására használja fel. A kultúra helyét fontosságban a sport, leginkább a labdarúgás foglalja el politikájában.

### Vásárhelyi Mária:A médiapolip működése – agy- és pénzmosoda
Vásárhelyi Mária megállapítja, hogy évtizedes erőfeszítések nyomán a Fidesz már a 2010-es választások előtt döntő pozíciókat szerzett a médiában. A Magyar Nemzet mellett a Széles Gábor által fenntartott erősen jobboldali Magyar Hírlap és Echo TV, a Vitézy Tamás által megjelentetett Helyi Téma sok százmilliós veszteséggel szolgálta a Fidesz kampánycéljait. 2010 után következett a közmédia teljes megszállása, valamint a baloldali és a liberális orgánumok forrásainak kiszárítása. Ennek nyomán 2013-ra a médián keresztül az ország lakosságának több mint 80%-ához csak a kormányzat által helyeselt üzenetek jutnak el.
A szerző szerint 2010 előtt a Fidesz és az MSZP együttműködtek a médiapiac felosztásában, különös tekintettel a rádiókra, mert azok pénznyerő automatákként működhettek a pártkasszák felöltése érdekében. Ennek jegyében került sor a Sláger és a Danubius rádiók frekvenciájának elvételére és a Class FM, illetve a Neo FM belépésére. A kétharmados győzelem után a Fidesznek már nem volt szüksége erre az együttműködésre, az állami és hamarosan a magánhirdetőket is a Class FM-hez csatornázták be, a Neo FM tönkrement. A Class FM nem csak pénzmosodaként működik, hanem agymosodaként is: 2013-as mérések szerint a hírműsoraikban már kizárólag csak a kormánypártok jelennek meg, természetesen csak pozitív kontextusban. A Médiatanács sokáig a jogerős bírósági ítéletekkel is dacolva akarta végleg ellehetetleníteni a Klubrádiót, ami a kormányzati nyomás eredményeképpen már évek óta szinte hirdetések nélkül, csak hallgatói közvetlen anyagi támogatásából vegetál.
A kormányzati befolyás egyelőre gyengébb a online média terén. Az Index.hu azonban Spéder Zoltán Fidesz-közeli milliárdos tulajdonába került, és egyre erősebbek a szerkesztőséggel szembeni politikai elvárások, bár az online lap már 2006 óta oroszlánrészt vállalt a balliberális oldal lejáratásában.

### Kozák Márton:A Keresztapa focija
Kozák Márton a kötet tanulmányainak sorát záró írásában megállapítja, hogy két korábbi autokratikus magyar vezető, Horthy Miklós és Kádár János egyike sem használta fel hatalmát személyes hobbija érdekében, illetve nem keverte szenvedélyét a politikával. Horthy esetében a vadászat, Kádárnál a sakkozás hatalmi szempontból lényegtelen hobbi maradt, és úriemberhez méltatlannak, illetve a proletár öntudattal össze nem férhetőnek tartották volna, hogy tőlük függő személyeket vagy szervezeteket vegyenek rá kedvenc sportjuk finanszírozására.
Orbán Viktor esetében viszont a sportszenvedély szorosan összefonódik hatalmi céljaival. A VIP-páholy fontos politikai találkozóhely, ahol súlyos gazdasági döntések is születnek. A futball környékén alakult ki a Fidesz „bevetési osztagának” kemény magja, amely alkalmas a TV-székház megostromlására, vagy a Fidesz-székház megvédésére egyaránt.
A miniszterelnök emellett misztikus kapcsolatot lát a magyarság és a futball között: „A futball nemzeti sportág, mi csak olyat tudunk játszani, ami a magyarokra jellemző” idézi a szerző Orbán Viktornak ezt és sok hasonló mondását.
Kozák végül leszögezi: a magyar labdarúgás Orbán Viktor által kialakított rendszere fenntarthatatlan. Csak arra jó, hogy a miniszterelnök – Stadler József juhászhoz hasonlóan – megvalósítsa gyermekkori álmát, hogy „legyen neki focipálya meg hozzávaló kisvasút. Meg minden, ami neki fütyöl.”

## Függelékek
A könyvhöz Konrád György írt bevezetőt. A tanulmányokhoz általában bőséges irodalomjegyzék és jegyzetek csatlakoznak. A kötet végén megtalálható a szerzők rövid szakmai életrajza. Mintegy utószóként Vörös Imre egykori alkotmánybíró, Závada Pál író, Pataki Ferenc akadémikus, Polónyi János fizikus, akadémikus, Vajda Mihály filozófus és Charles Gati történész, politológus, a Johns Hopkins University professzora meleg hangú méltatásai szerepelnek.
A több mint 400 oldalas kötet legvégén angol, német és orosz nyelvű tartalmi összefoglaló is van a külföldi érdeklődők számára.

## Visszhangja
A könyv jelentős társadalmi visszhangot váltott ki, 12 000 példányban kelt el, ami ebben a műfajban komoly eredménynek számít. A magyar sajtó – érthetően elsősorban a baloldali liberális orgánumok – részletesen foglalkoztak a művel. A kötetet mint társadalomtudományi művet tudományos vitára is kitűzték a Magyar Szociológiai Társaság könyvvitasorozata keretében. Jobboldali részről érdemi kritikája nem látott napvilágot.
A kedvező fogadtatásra való tekintettel is Magyar Bálint és szerzőtársai folytatták a munkát, és új szakemberek is csatlakoztak hozzájuk. 2014 őszén jelent meg a Magyar polip 2. című kötet ugyancsak Magyar Bálint és Vásárhelyi Júlia szerkesztésében. Szerzői voltak továbbá Andor Mihály, Ara-Kovács Attila, Becker András, Békesi László, Deák András György, Dessewffy Tibor, Hegedűs József, Jancsics Dávid, Juhász Pál, Kácsor Zsolt, Kozák Márton, Krémer Balázs, Lakner Zoltán, Magyar Bálint, Nagy C. Ádám, Péteri Gábor, Ripp Zoltán, Trencsényi Balázs, Ungváry Krisztián, Vásárhelyi Mária, Vörös Imre. Ez a kötet is igen elismerő értékelést kapott a baloldali-liberális értelmiségi körök részéről.
A 2015 novemberében megjelent harmadik kötet már csaknem 600 oldalon és közel harminc szerző tollából közöl főleg olyan tanulmányokat, amelyek az eddig nem érintett társadalmi területekkel foglalkoznak.